# Echinomastus gautii
Echinomastus gautii ist eine Pflanzenart in der Gattung Echinomastus aus der Familie der Kakteengewächse (Cactaceae).

## Beschreibung
Echinomastus gautii wächst einzeln mit Trieben, die bei Durchmessern von 5 bis 6 Zentimetern Wuchshöhen von 7 bis 8 Zentimetern erreichen. Die 2 bis 3 aufwärts gerichteten, geraden oder leicht gebogenen Mitteldornen sind kalkblau und besitzen eine dunklere Spitze. Sie sind bis 2 Zentimeter lang. Die 16 bis 22 ausgebreiteten Randdornen sind weißlich und 0,9 bis 1,2 Zentimeter lang.
Blüten und Früchte sind nicht beschrieben.

## Systematik und Verbreitung
Echinomastus gautii ist im US-amerikanischen Bundesstaat Texas im Hardin County in der Nähe der Stadt Sour Lake verbreitet.
Die Erstbeschreibung als Neolloydia gautii erfolgte 1974 durch Lyman David Benson. Alessandro Mosco und Carlo Zanovello stellten die Art 1997 in die Gattung Echinomastus.

## Nachweise